# Креационизм в России
В России присутствуют оба основных типа креационизма, «церковный креационизм» и «научный креационизм» (в широком смысле).
Дискуссии на тему эволюции в российской православной среде велись ещё до 1917 года и возобновились в постсоветский период. «Научный креационизм» проник в Россию после Перестройки в форме переводов работ западных протестантских креационистов и участников движения «разумного творения». На русский язык были переведены основные книги, которые отражают американское и западноевропейское течение «научного креационизма».
«Научный креационизм» в России стремится действовать в «конфессионально-нейтральном» ключе, например, в рамках движения приверженцев идеи «разумного творения». Однако большинство авторов пытаются распространять определённые религиозные взгляды в учебной литературе. Поскольку основные идеи креационистов носят универсальный антинаучный характер, они легко переносятся в любую культурную среду и смогли повлиять на православных креационистов, которые рассматривают их полезными для противодействия светскому образованию. Эти аргументы охватывают максимально широкую аудиторию, поскольку российские креационисты стали частью международного креационистского движения.

## Характеристика
Представители Русской православной церкви и ряда российских протестантских общин выступили в защиту креационизма. Опираясь на успех «научных креационистов» и рост их влияния на РПЦ, представители «церковного креационизма» также предприняли усилия, чтобы ввести в российское образование религиозную составляющую, изменяя образовательную картину в целом. «Церковными креационистами» применяются две параллельные тактики, отличающиеся от применяемых «научными креационистами». Первая тактика — стремление ввести религиозное образование с православной направленностью в обязательную школьную программу, включая курс «Основы православной культуры» в обычных школах. Вторая тактика — обращение к тем сферам науки, которые формируют современную картину мира, примерами чего являются издание «православных» учебников по научным дисциплинам и участие в деле Марии Шрайбер.
РПЦ не сформулировала официального мнения относительно «научного креационизма». Это течение не играет существенной роли в официальной церковной политике, но в неофициальной сфере составляет существенную часть общей картины мира. Различные протестантские группы организовали большое число креационистских центров на всей территории бывшего Советского Союза.
Внутри РПЦ имеются разногласия по поводу эволюции. Если «православные креационисты» полностью отвергают теорию эволюции, опираясь на теософские и псевдонаучные доводы, то «православные эволюционисты» рассматривают эволюцию в качестве продолжения божественного творения; непосредственным результатом божественного творения им считается переход от неживой к живой материи и от животного к человеку. Оба этих направления отрицают дарвинизм и естественный отбор, «эволюционное» направление не отвергает эволюцию в целом, но даёт ей иное, отчасти богословское, истолкование, сравнимое с позицией многих теистических эволюционистов в США.
Некоторые группы православных верующих настаивают на обязательности принятия всеми православными младоземельного креационизма, что обычно обосновывается ссылками на отцов Церкви, толковавших Шестоднев в буквалистском духе. Алексей Гоманьков назвал такую позицию «патрологическим» креационизмом.
Согласно опросу, проведённому Всероссийским центром изучения общественного мнения (ВЦИОМ) в 2009 году (1,6 тысячи человек в 140 населённых пунктах в 42 регионах России), 35 % опрошенных являлись сторонниками теории эволюции Дарвина; более популярной оказалась концепция божественного сотворения мира (креационизма в широком смысле), которой придерживались 44 % респондентов.

## История

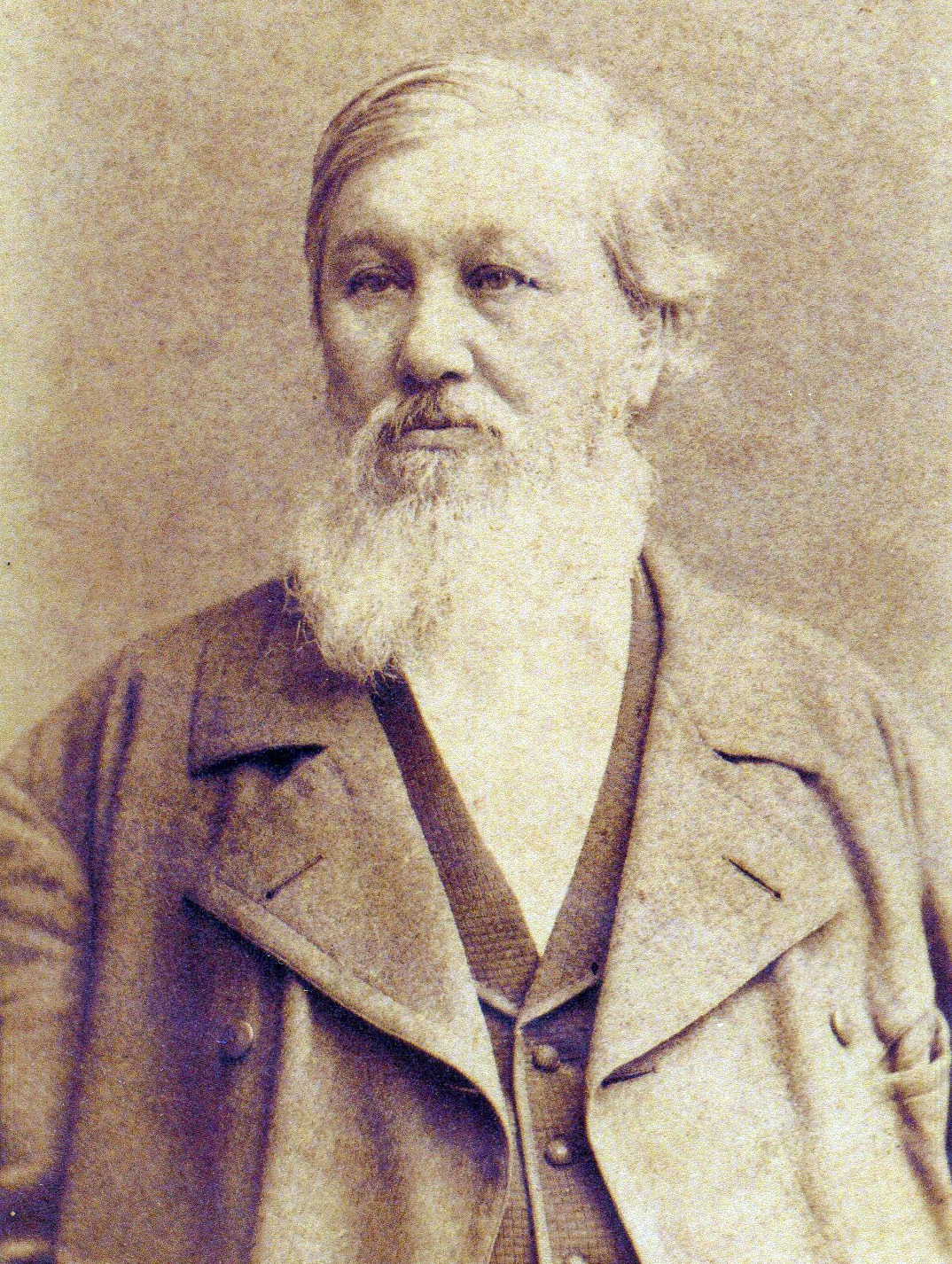
Николай Данилевский

Николай Данилевский предпринимал попытки соединить идею эволюции и представления о Боге как изначальной причине и конечной цели этого процесса. Положительно о теистическом эволюционизме высказывались представители академического богословия и ряд светских мыслителей: протопресвитер Василий Зеньковский, Владимир Ильин, профессор Николай Фиолетов, протоиерей Стефан Ляшевский, митрополит Иоанн (Вендланд), протоиерей Глеб Каледа, протоиерей Николай Иванов, архиепископ Михаил (Мудьюгин) и др. Протоиерей Александр Мень излагал Шестоднев в свете научных данных. Опираясь на высказывание святителя Филарета (Дроздова) о принципе постепенного образования в процессе творения, Мень выделял в креационном процессе три последовательных творческих акта: возникновение материи в результате «Большого взрыва» и дальнейшее развитие космоса в виде формирования галактик и планет; появление жизни вначале в водной стихии, а затем на суше; возникновение человека. По его мнению, «величественная картина мировой эволюции, увенчанной созданием человека, не только не ослабляет религиозный взгляд на творение, но обогащает его, раскрывая бесконечную сложность становления твари». Протодиакон Андрей Кураев писал, что эволюционный подход соответствует святоотеческому учению о синергии и поддерживал дифференцированную оценку: «Борьба против дарвиновской теории эволюции не есть борьба против феномена развития и усложнения в нашем мире как такового».
Современный креационизм зародился в Соединённых Штатах как евангелическое направление и получил распространение в России после распада СССР через американских миссионеров. С 1990-х годов на книжном рынке России доступно большое число «православных» и не православных креационистских учебников. Первыми эту литературу в России начали издавать протестантские церкви. В 1990-х годах вышли переводы ряда креационистских учебников по биологии. Одним только издательством «Протестант» перевело и опубликовало большое число работ европейских и американских креационистов, включая таких как Д. Гиш, К. Хэм, А. Снеллинг, К. Виланд, Г. Моррис, Г. Кларк, Р. Юнкер и З. Шерер и др. Большая часть изданий выходит крупными по российским стандартам тиражами в 10 тысяч экземпляров.
Православные писатели-креационисты стали действовать с середины 1990-х годов, избрав другую тактику: свою позицию они близко увязывают с православной богословской традицией. Одной из ранних попыток представить православный креационистский взгляд на преподавание биологии является книга отца Тимофея Алфёрова (1996, 1998).
Книги Алфёрова были подвергнуты критике учёными, включая К. Ю. Еськова (2000), Н. М. Борисова (2001) и В. Г. Сурдина (2001). Критики отмечали, что помимо того, что под видом научного текста книги продвигают религиозную идеологию, эти учебники содержат также большое количество фактических ошибок, что связано с образованием автора, имеющего диплом по теплофизике, но не компетентного в сфере биологии.
Учебник Сергея Вертьянова (2005), в котором безосновательно утверждается, что он вышел под редакцией академика Юрия Алтухова, представляет новое поколение российских креационистских учебников. Он хорошо иллюстрирован, внимание в нём сосредоточено на биологии, «православные» интерпретации совмещаются с традиционными биологическими пассажами. Направленность становится понятна только в последних строчках каждой главы. Имеется приложение с цитатами святых отцов. Автором отрицается существование «переходных типов» в ископаемых останках и продвигается идея «плана творения», определившего ход эволюции, утверждается, что Земля была создана за шесть дней и существует около 7500 лет. Даются аргументы, представленные как «научные». Как и его единомышленники из американского Музея творения, Вертьянов заявляет, что динозавры и древние люди жили одновременно. Учебник не был рекомендован Министерством образования, но используется как в частных, так и в некоторых государственных школах.
Учебник Вертьянова критиковался не только учёными, включая С. Г. Мамонтова (2005), но и некоторыми православными богословами.
Помимо стремления ввести религиозные представления в программу биологии, православная церковь предпринимала попытки сделать обязательным во всех государственных школах преподавание закона Божьего. В 2002 году Министерство образования опубликовало обращённое к региональным отделам образования письмо, содержащее рекомендации о том, как вводить в школьное образование новый факультативный предмет «Основы православной культуры».
В 2006—2007 годах в Санкт-Петербурге в ходе судебных заседаний слушалось дело школьницы Марии Шрайбер, в котором истица требовала, чтобы Министерство образования включило в программу старших классов школы «альтернативу» для теории эволюции. В ходе судебного разбирательства сторона истицы предлагала заменить учебник школьной биологии старших классов «Общая биология» С. Г. Мамонтова (2004) на учебник Вертьянова (2005). Суд не удовлетворил иск Шрайбер, однако отмечается сходство между этим Санкт-Петербургским делом и недавними судебными процессами в США. И в России, и с США креационисты возражали против светской образовательной системы и стремились ввести в программу обучения «альтернативу» эволюции; суд воспрепятствовал этой инициативе сохранил светскую направленность системы образования. Курс был введён во многих школах, но вызвал активные общественные дебаты.
Патриарх московский и всея Руси Алексий II, выступая в 2007 году на XV Рождественских чтениях, говорил: «Никакого вреда не будет школьнику, если он будет знать библейское учение о происхождении мира. А если кто хочет считать, что он произошёл от обезьяны, — пусть так считает, но не навязывает это другим».
«Основы социальной концепции Русской православной церкви» в качестве приемлемой модели отношения науки и религии, включая вопрос о происхождении мира, называют независимость и диалог. Утверждается, что научное и религиозное познание принципиально различны и могут соприкасаться, но не противоборствовать; наука не должна иметь мировоззренческую функцию.
В августе 2014 года мэр Казани Ильсур Метшин выразил удивление по поводу существования в настоящее время школ, в которых преподают «теорию Дарвина». Он добавил, что намерен поднять на федеральном уровне вопрос об исключении эволюционной теории из школьной программы.
Диакон Димитрий Майоров, кандидат богословия, в статье «Креационизм» (2015) в Православной энциклопедии писал, что отвержение религиозного мировоззрения в качестве антинаучного ведёт к «атеистическому свободомыслию», в связи с чем многие верующие считают наиболее приемлемым подходом картину мира, соединяющая науку и религию; естественнонаучная критика телеологизма (аргумент существования Бога-творца, основывающийся на сложности или осмысленности явлений природы), по его мнению, часто несостоятельна, поскольку проблематика лежит в сфере философии; «креационизму противостоит не наука, а секулярные интерпретации научного мировоззрения, прежде всего атеистические и агностические».
Директор Института общей генетики РАН член-корреспондент Александр Кудрявцев продвигал идею, что причиной «мутаций» является первородный грех. В выступлении в середине марта 2023 года на III международной научно-богословской конференции «Бог — Человек — Мир», которая была организована Минской и Сретенской духовными академиями, Кудрявцев утверждал, что раньше люди жили больше 900 лет, а после Великого потопа продолжительность жизни уменьшилась. В качестве доказательства он сослался на некий график из интернета. По мнению Кудрявцева, разрушение генов «инициировано первородным грехом, оно усугубляется грехом родовым и личным тоже… дети до седьмого колена отвечают за грехи отцов своих».
Взгляды Кудрявцева были подвергнуты критике членами Комиссии по борьбе со лженаукой РАН, отметившими, что человечество не происходило от Адама и Евы, а болезни, бактерии и вирусы имелись задолго до появления человека и предполагаемого «грехопадения». «Не было такого творца, который бы сотворил первого человека в обход механизмов биологической эволюции». «Максимальная продолжительность жизни ближайших родственников человека — шимпанзе и бонобо не превышает 50 лет, в то время как рекорд продолжительности жизни человека около 120 лет», а средняя продолжительность жизни человека за последние 70 лет выросла на 26 лет.
19 сентября 2024 года на заседании Всероссийского родительского комитета помощник председателя правительства России Муслим Хучиев предложил министру просвещения Сергею Кравцову запретить в школах изучение теории Дарвина. Хучиев заявил, что теория Дарвина является «ошибочной», «идёт вразрез религии» и является «первым шагом в духовном разложении детей». Председатель Патриаршей комиссии РПЦ по вопросам семьи, защиты материнства и детства иерей Федор Лукьянов также заявил о необходимости исключить из школьных учебников теорию Дарвина как «вводящую [детей] в заблуждение». Иерей утверждает, что «теория эволюции изначально безнравственна, так как предполагает сиротство рода человеческого, отсутствие Создателя». По его словам, теорию эволюции насаждают англосаксонские колонизаторы, чтобы привить покоряемым ими народам комплекс неполноценности. Его поддержал предприниматель, основатель телеканала Царьград ТВ Константин Малофеев: «До чего доводит подобное образование, мы можем судить по отошедшему от Бога осатанелому Западу». В качестве положительного примера им была приведена гимназия Святителя Василия Великого, где биология преподаётся по учебнику Сергея Вертьянова, который, по его словам, «полностью соответствует образовательным стандартам». Против этих предложений выступил ряд деятелей, в том числе член комитета Госдумы по просвещению Анатолий Вассерман. Данные заявления о запрете преподавания теории эволюции были подробно разобраны, а обосновывающие их тезисы были подвергнуты критике как ошибочные биологом С. В. Дробышевским и популяризатором науки А. Б. Соколовым. Среди прочего отмечалось, что, вопреки Малофееву, по словам которого эволюционная теория дарвинизма устарела в середине XX века, именно в этот период теория Дарвина получила массу подтверждений из сфер генетики, палеоантропологии, включая как появление большого количества находок, так и развитие методов датирования, нейробиологии, этологии и, будучи соединённой с наработками генетики, стала основой современной версии дарвинизма — синтетической теории эволюции. 1 октября 2024 года Комиссия РАН по борьбе с лженаукой опубликовала специальное заявление, в котором подвергла требование Хучиева резкой критике, в частности, отметив, что в случае его реализации пострадает в первую очередь будущее российских образования и науки.

## Критика
По мнению Инги Левит, Уве Хоссфельда и Леннарта Олссона, креационизм представляет «очевидную и актуальную угрозу принципам общественного образования как в России, так и во всём мире».
По мнению ряда православных критиков, «научный креационизм» имеет фактически сектантское происхождение, и не соответствует святоотеческому подходу, в рамках которого вопрос длительности библейских дней творения не считается принципиальным. Иеромонах Серафим (Роуз), который в споре с греческим богословом А. Каломиросом критиковал эволюционизм, в связи с этим отмечает, что «большинство отцов вовсе ничего не говорит об этом: это не было предметом спора в то время, и им, кажется, не приходило на ум настаивать на перенесении временной шкалы нашего падшего мира назад, на изумительные и чудесные события этих шести дней».